# Tabanus canipus
Tabanus canipus är en tvåvingeart som beskrevs av Schuurmans Stekhoven 1926. Tabanus canipus ingår i släktet Tabanus och familjen bromsar. Inga underarter finns listade i Catalogue of Life.